# Jonathan King

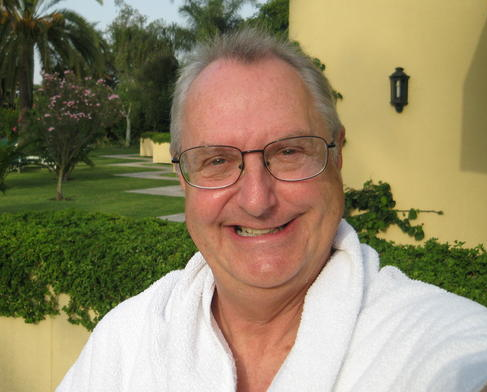
Jonathan King (2007)

Jonathan King (* 6. Dezember 1944 in London, England; eigentlich Kenneth George King) ist ein britischer Sänger, Songwriter, Musikproduzent und verurteilter Sexualstraftäter.

## Biografie
Bereits als Student der Universität Cambridge schrieb Jonathan King mit Everyone’s Gone to the Moon seinen ersten Hit, der in den USA ein Millionenseller wurde. Schon im Alter von 22 Jahren war King Manager bei Decca Records, mit 25 besaß er seine eigene Plattenfirma UK Records.
Im Laufe der nächsten Jahre veröffentlichte er etliche Platten unter verschiedenen Pseudonymen: Als Sakkarin Sugar, Sugar (1971, UK Platz 12, DE Platz 21) und Hang On Sloopy (1971, DE Platz 38); als Shag Loop Di Love (1972, UK Platz 4); unter dem Namen One Hundred Tons & a Feather It Only Takes a Minute oder als Bubblerock Satisfaction. Außerdem erschienen seine Platten als Weathermen (It’s the Same Old Song), 53rd & 3rd, Sound 9418, Johnny Reggae als The Piglets (mit Adrienne Posta), Angelettes oder Father Abraphart & the Smurps. Insgesamt sind rund 30 Pseudonyme bekannt. Unter welchen Namen er sonst noch ohne Hit zu hören war, weiß wohl nur er selbst. King behauptete einmal, er hätte „20 Aufnahmen unter 20 verschiedenen Namen in den Top 30 gleichzeitig“. 1975 hatte er unter seinem eigenen Namen mit Una Paloma Blanca einen weiteren Hit (UK Platz 5).

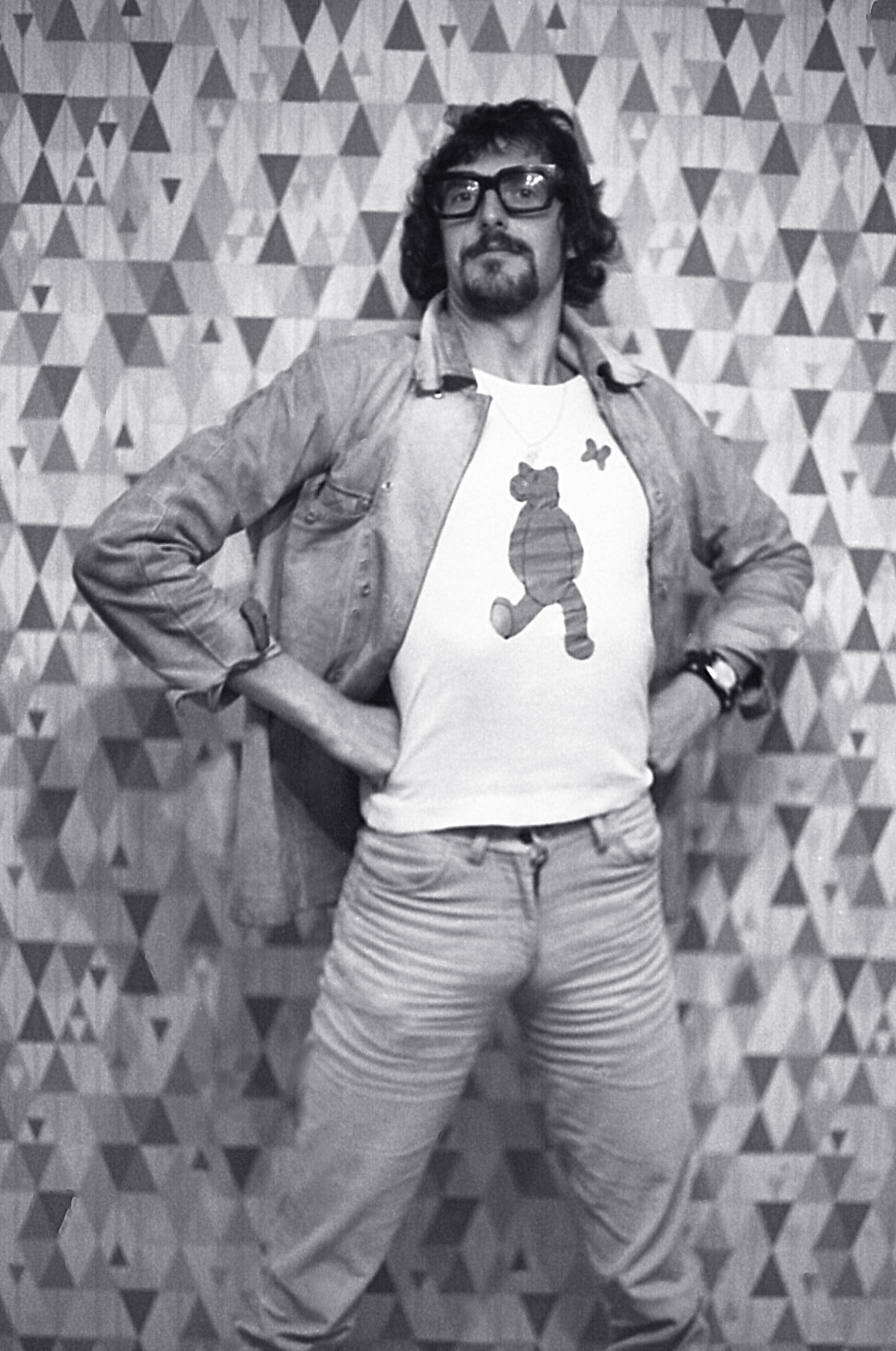
King 1969 in London

Nebenher schrieb King in etlichen Musikzeitschriften über Popmusik, produzierte 1967 die erste LP der Gruppe Genesis, der er auch ihren Namen gab, und förderte oder entdeckte Gruppen wie 10cc, Kursaal Flyers, Bay City Rollers oder Hedgehoppers Anonymous.
Seit Anfang der 1980er Jahre war er im britischen Fernsehen ein Superstar. Regelmäßig berichtete er aus seinem zweiten Wohnsitz New York City in der BBC-Sendung Entertainment USA. Außerdem hatte er eine eigene wöchentliche Kolumne in der britischen Tageszeitung The Sun zum Thema Popmusik.
1997 war King die treibende Kraft hinter dem Grand-Prix-Gewinner Katrina and the Waves. Ab 1998 suchte er für die Mediengruppe Sanctuary Music zukünftige Plattenstars.
Im Jahr 2001 wurde King zu einer siebenjährigen Haftstrafe wegen sexuellen Missbrauchs von fünf Jungen im Alter zwischen 14 und 16 Jahren verurteilt. Dabei handelte es sich um Vorfälle aus den Jahren 1983 bis 1989. Er wurde aufgrund vieler Zeugenaussagen in einem Indizienprozess schuldig gesprochen und verbüßte diese Strafe im Belmarsh-Gefängnis. Im März 2005, nachdem er die Hälfte der Strafe abgesessen hatte, wurde King aus der Haft entlassen. Er selbst bestreitet bis heute seine Schuld. Die Fälle, deretwegen er verurteilt wurde, sollen in einem Revisionsverfahren vom Europäischen Gerichtshof für Menschenrechte erneut behandelt werden. King will dann neue Beweise (unter anderem ein Alibi für einen der angeblichen Tat-Tage) vorlegen. In der britischen Öffentlichkeit wird seit seiner Verurteilung kontrovers diskutiert, ob King ein gefährlicher Verbrecher ist oder nur das Opfer einer veralteten Moral bzw. Sittenlehre wurde.
Seit seiner Haftentlassung arbeitet King wieder im Musikbusiness. Er entdeckte die Band Orson auf MySpace und verhalf ihr zu einem Plattenvertrag. 2007 veröffentlichte er ein neues Album, Earth to King.
Am 9. September 2015 wurde bekannt, dass King im Rahmen der „Operation Ravine“ erneut inhaftiert wurde. Das Verfahren wurde im August 2018 wegen Verfahrensfehlern eingestellt.

## Bekannte Pseudonyme
Weathermen – Crew – The Piglets – Sakkarin – Nemo – Angelettes – Shag – Athlete's Foot – Bubble Rock – Scavengers – Handful Of Cheek – Flanelcat – Baron's Supporters – Jack & The Giant Killers – Slooply Bellywell – 53rd & 3rd, Hot Squirrels – David – Sound 9418 – One Hundred Tons & A Feather - Big Pig (With Little Porkr) – Elizabeth – J & J – The Joker – Count Giovanni Di Regina – Father Abraphart & The Smurps – Sally – The Man – The Faithful – J.K. 25

## Diskografie

### Alben
- 1967: Or Then Again …
- 1972: Try Something Different
- 1972: Bubble Rock Is Here to Stay (als Bubblerock)
- 1973: Pandora’s Box
- 1975: A Rose in a Fisted Glove
- 1976: J. K. All the Way
- 2007: Earth to King (VÖ: 22. Januar)

### Kompilationen
- 1975: Greatest Hits – Past, Present and Future
- 1979: Hit Millionaire
- 1982: King Size King: The Hits of Jonathan King
- 1989: The Butterfly That Stamped (Doppelalbum)
- 1993: The Many Faces of Jonathan King
- 1997: Creations & Relations

### Singles
| Jahr | Titel Album                                                                | Höchstplatzierung, Gesamtwochen, AuszeichnungChartplatzierungen (Jahr, Titel, Album, Platzierungen, Wochen, Auszeichnungen, Anmerkungen) | Höchstplatzierung, Gesamtwochen, AuszeichnungChartplatzierungen (Jahr, Titel, Album, Platzierungen, Wochen, Auszeichnungen, Anmerkungen) | Höchstplatzierung, Gesamtwochen, AuszeichnungChartplatzierungen (Jahr, Titel, Album, Platzierungen, Wochen, Auszeichnungen, Anmerkungen) | Anmerkungen |
| Jahr | Titel Album                                                                | DE | UK | US | Anmerkungen |
| ---- | -------------------------------------------------------------------------- | --- | --- | --- | --- |
| 1965 | Everyone’s Gone to the Moon Or Then Again …                                | — | UK4 (11 Wo.)UK | US17 (11 Wo.)US | Erstveröffentlichung: 2. Juli 1965 Autor: Jonathan King                                                                                              |
| 1966 | Where the Sun Has Never Shone Or Then Again                                | — | — | US97 (2 Wo.)US | Erstveröffentlichung: 19. November 1965 Autor: Jonathan King                                                                                         |
| 1970 | Let It All Hang Out Try Something Different                                | — | UK26 (7 Wo.)UK | — | Erstveröffentlichung: 28. November 1969 Autoren: Barry McEwan, B. B. Cunningham Original: The Hombres, 1967                                          |
| 1971 | It’s the Same Old Song Hit Millionaire                                     | — | UK19 (9 Wo.)UK | — | Erstveröffentlichung: Dezember 1970 als The Weatherman Autoren: Holland–Dozier–Holland Original: The Four Tops, 1965                                 |
| 1971 | Sugar, Sugar Hit Millionaire                                               | DE21 (5 Wo.)DE | UK12 (14 Wo.)UK | — | Erstveröffentlichung: 22. März 1971 als Sakkarin Autoren: Andy Kim, Jeff Barry Original: The Archies, 1969                                           |
| 1971 | Lazy Bones King Size King: The Hits of Jonathan King                       | — | UK23 (8 Wo.)UK | — | Erstveröffentlichung: 17. Mai 1971 Autoren: Hoagy Carmichael, Johnny Mercer Original: Glen Gray mit Casa Loma Orchestra und Walter Hunt, 1933        |
| 1971 | Hang On Sloopy The Butterfly That Stamped                                  | DE38 (2 Wo.)DE | — | — | Erstveröffentlichung: September 1971 als Sakkarin Autoren: Bert Russell, Wes Farrell Original: The Vibrations, 1964                                  |
| 1971 | Hooked On a Feeling Try Something Different                                | — | UK23 (10 Wo.)UK | — | Erstveröffentlichung: 15. Oktober 1971 Autor: Mark James Original: B. J. Thomas, 1968                                                                |
| 1972 | Flirt Try Something Different                                              | — | UK22 (9 Wo.)UK | — | Erstveröffentlichung: 14. Januar 1972 Autoren: Michel Delpech, Roland Vincent Original: Michel Delpech, 1971                                         |
| 1972 | Loop Di Love Hit Millionaire                                               | — | UK4 (13 Wo.)UK | — | Erstveröffentlichung: 4. August 1972 als Shag Autoren: Dieter Dierks, Michael Schepior Original: Charly Bourbon, 1969                                |
| 1974 | (I Can’t Get No) Satisfaction Bubble Rock Is Here to Stay                  | — | UK29 (5 Wo.)UK | — | Erstveröffentlichung: 2. November 1973 als Bubblerock Autoren: Mick Jagger, Keith Richards Original: The Rolling Stones, 1965                        |
| 1975 | Una paloma blanca (White Dove) Greatest Hits – Past, Present and Future    | — | UK5 (11 Wo.)UK | — | Erstveröffentlichung: 15. August 1975 Autor: Johannes Bouwens Original: George Baker Selection, 1975                                                 |
| 1975 | Chick-a-Boom (Don’t Ya Jes Love It) Hit Millionaire                        | — | UK36 (4 Wo.)UK | — | Erstveröffentlichung: 4. Juli 1975 als 53rd and 3rd featuring the Sound of Shag Autoren: Janis Lee Gwin, Linda Martin Original: Pintura Fresca, 1968 |
| 1976 | In the Mood Hit Millionaire                                                | — | UK46 (3 Wo.)UK | — | Erstveröffentlichung: 23. Januar 1976 als Sound 9418 Autoren: Joseph Garland, Andy Razaf Original: Edgar Hayes and His Orchestra, 1938               |
| 1976 | It Only Takes a Minute J. K. All the Way                                   | — | UK9 (9 Wo.)UK | — | Erstveröffentlichung: 23. Januar 1976 als 100 Ton and a Feather Autoren: Dennis Lambert, Brian Potter Original: Tavares, 1975                        |
| 1978 | One for You, One for Me Hit Millionaire                                    | — | UK29 (6 Wo.)UK | — | Erstveröffentlichung: 15. September 1978 Autoren: Richard Palmer-James, Angelo la Bionda, Carmelo la Bionda Original: La Bionda, 1978                |
| 1978 | Lick a Smurp for Christmas (All Fall Down) The Many Faces of Jonathan King | — | UK58 (4 Wo.)UK | — | Erstveröffentlichung: 4. Dezember 1978 als Father Abraphart and the Smurps Parodie auf Vader Abraham und die Schlümpfe Autor: Jonathan King          |
| 1979 | You’re the Greatest Lover Hit Millionaire                                  | — | UK67 (2 Wo.)UK | — | Erstveröffentlichung: Mai 1979 Autoren: Janschen & Janschens Original: Luv’, 1978                                                                    |
| 1979 | Gloria The Butterfly That Stamped                                          | — | UK65 (3 Wo.)UK | — | Erstveröffentlichung: 22. Oktober 1979 Autoren: Giancarlo Bigazzi, Umberto Tozzi Original: Umberto Tozzi, 1979                                       |
| 1984 | Space Oddity / Major Tom (Coming Home)                                     | — | UK77 (4 Wo.)UK | — | Erstveröffentlichung: 23. April 1984 Autor und Original: David Bowie, 1969                                                                           |
| 1987 | I’ll Slap Your Face / No Speed Limit The Butterfly That Stamped            | — | UK99 (1 Wo.)UK | — | Erstveröffentlichung: 30. November 1987 Autor: Jonathan King                                                                                         |

Weitere Singles
| - 1965: Green Is the Grass (VÖ: 24. September) - 1965: Where the Sun Has Never Shone (VÖ: 19. November) - 1966: Just Like a Woman (VÖ: 29. Juli) - 1966: Icicles (Fell from the Heart of a Bluebird) (VÖ: 11. November) - 1967: Seagulls (VÖ: 6. Januar) - 1967: Round, Round (VÖ: 23. März) - 1970: Million Dollar Bash (VÖ: April) - 1970: Cherry, Cherry (VÖ: 28. August) - 1971: Honey Bee (Keep On Stinging Me) (als The Weatherman; VÖ: 2. April) - 1971: Fine Together Stomp (als The Weatherman; VÖ: August) - 1971: Silver Canon (als Sakkarin; VÖ: 12. November) - 1972: It’s a Tall Order for a Short Guy (VÖ: 2. Juni) - 1972: (We’re Gonna) Rock Around the Clock (als Bubblerock; VÖ: 22. November) - 1973: Vulture Stomp (als The Scavengers Otherwise Known as Shag; VÖ: 12. Januar) - 1973: Mary, My Love (VÖ: 23. März) - 1973: A Modest Proposal (Swift’s Song) (VÖ: 30. November) - 1973: Be Gay (Promo) - 1974: Get Off of My Cloud (als Bubblerock; VÖ: 1. März) - 1974: People Will Say We’re in Love (als Bubblerock; VÖ: 26. April) - 1974: Help Me Make It Through the Night (mit Eiri Thrasher; VÖ: 23. August) - 1975: Twist and Shout (als Bubblerock; VÖ: 24. Januar) - 1975: A Free Man in Paris (VÖ: 7. Februar) - 1975: The Way You Look Tonight (VÖ: 4. April) - 1975: Why Can’t We Be Friends (als 53rd and 3rd featuring the Sound of Shag; VÖ: 31. Oktober) | - 1975: Baby, the Rain Must Fall (VÖ: 7. November) - 1976: The Happy People Song (VÖ: 30. Januar) - 1976: Little Latin Lupe Lu (VÖ: 19. März) - 1976: Stranger on the Shore (als Sound 9418; VÖ: 19. März) - 1976: Everybody (als 53rd and 3rd featuring the Sound of Shag; VÖ: 2. April) - 1976: He’s so Fine (VÖ: 30. April) - 1976: The Yam (als Sound 9418; VÖ: 30. April) - 1976: The Lonely Bull Meets La Bamba and Lives (als Sound 9418; VÖ: 2. Juli) - 1976: Mississippi (VÖ: 30. Juli) - 1976: Don’t Forget Me When You’re on Your Island (als 100 Ton and a Feather; VÖ: 27. August) - 1976: When I Was a Star (VÖ: 8. Oktober) - 1976: I’m Gonna Change (als Sound 9418; VÖ: 12. November) - 1976: When a Child Is Born (als 100 Ton and a Feather; VÖ: 19. November) - 1977: Just to Be Close to You (als 100 Ton and a Feather; VÖ: 25. Februar) - 1977: Can’t Get It Out of My Head (als 100 Ton and a Feather; VÖ: 27. Mai) - 1978: Old DJ’s (Playing New Sounds) (VÖ: 24. März) - 1979: Do You Want to Know a Secret (als 100 Ton and a Feather; VÖ: 28. September) - 1979: How to Become a Pop Superstar - 1980: It’s Illegal, It’s Immoral, It’s Unhealthy, but It’s Fun (VÖ: Juni) - 1983: I’ll Slap Your Face (Entertainment U. S. A. Theme) / Mental Diseases (VÖ: April) - 1985: No Speed Limit / I’ll Slap Your Face (Entertainment U. S. A. Theme) (VÖ: August) - 1986: Gimme Some (VÖ: Oktober) - 1987: Wild World (VÖ: November) |